# Bolitoglossa longissima
Bolitoglossa longissima es una especie de salamandras en la familia Plethodontidae.
Es endémica del Parque nacional de la Sierra de Agalta en el departamento de Olancho (Honduras).
Su hábitat natural son los montanos húmedos tropicales o subtropicales.
Está amenazada de extinción debido a la destrucción de su hábitat.